# Warhammer 40,000 Roleplay
Warhammer 40,000 Roleplay — серия настольных ролевых игр, чьё действие разворачивается в фантастической вселенной Warhammer 40,000. Всего было выпущено пять игр:
- Dark Heresy (2008), игровые персонажи — агенты Инквизиции.
- Rogue Trader (2009), игровые персонажи — важные члены экипажа межзвёздных кораблей, ведущих торговлю и исследования, зачастую сталкивающиеся с ксеносами.
- Deathwatch (2010) с упором на боевую составляющую. Игровые персонажи — космические десантники.
- Black Crusade (2011) с упором на боевую составляющую. Игровые персонажи — последователи Хаоса (не обязательно бойцы).
- Only War (2012) с упором на боевую составляющую. Игровые персонажи — имперские гвардейцы.

Действие Dark Heresy разворачивается в ранее не освещавшемся секторе космоса, Каликсисе, в области Сегментум Обскурус и по соседству с сектором Скарус, в котором частично происходило действие трилогии Дэна Абнетта «Эйзенхорн».

## Геймплей
В Dark Heresy игроки выступают в роли послушников, находящихся в свите инквизитора, который посылает их на различные задания, включающие в себя расследования, бои, интриги и многое другое. Таким образом, ведущий может наилучшим образом приспособить кампанию для группы игроков. Поскольку в основе сюжета лежит работа на инквизитора, большинство заданий так или иначе связаны с искоренением ереси, но широкие возможности игры позволяют значительно варьировать сюжет, например, сражаясь с преступными бандами, собирая доказательства разложения или ликвидируя неподконтрольных псайкеров.

## Игровая система
В Dark Heresy используются только 10-гранные кости; в процессе игры игрокам требуется бросать две такие кости в качестве так называемого «процентного кубика» (хотя игроку может потребоваться выбросить и больше, чем 2d10, к примеру, в случае большого урона).
У каждого персонажа есть 9 характеристик:
- Оружие ближнего боя (Weapon Skill, WS);
- Оружие дальнего боя (Ballistic Skill, BS);
- Сила (Strength, Str);
- Стойкость (Toughness, T);
- Ловкость (Agility, Ag);
- Интеллект (Intelligence, Int);
- Восприятие (Perception, Per);
- Сила воли (Will Power, WP);
- Чувство товарищества (Fellowship, Fel).

Значения этих атрибутов могут варьироваться от 1 до 100, хотя для нормального персонажа достичь значения выше 70 практически невозможно. Характеристики отличаются от настольно-тактической стратегии Warhammer 40,000 на множитель 10; значения в основном колеблются в районе 30-40, а 50 — большое достижение. При создании персонажа значения характеристики обычно составляют 31, хотя могут отличаться из-за некоторых условий, в том числе родного мира персонажа и окружающей обстановки. К примеру, у героя, родившегося в городе-улье, повышено Товарищество, но понижена Чувствительность.
Любое действие, от стрельбы из оружия до применения умений, требует следующих действий:
- бросок костей;
- применение бонусов и штрафов;
- сравнение с соответствующей характеристикой.

Результат некоторых действий может различаться в зависимости от того, насколько имеющаяся характеристика превосходит или уступает требуемой; окончательный результат определяет ведущий.

## Пути развития
В Dark Heresy игрок выбирает один из путей развития своего персонажа (career path), соответствующих классам в ролевых системах наподобие D&D. В основной книге правил содержится восемь путей развития, и ещё один добавлен в Inquisitor’s Handbook. Это:
- Адепт — класс, сосредоточенный на знании, логике и анализе; однако мало эффективен в бою, но всегда помогает при социальном взаимодействии;
- Арбитр — боец Адептус Арбитес, элитной организации, защищающей имперский закон; развиты боевые и исследовательские навыки;
- Ассасин — наёмный убийца, выделяющийся своими умениями боя и скрытности;
- Клерик — священник Экклезиархии; тренирует многие способности, но лучше всего проявляет себя в мотивации и лидерстве;
- Охранник — хотя в этом классе обычно отыгрывается имперский гвардеец, он может быть применим также к наёмникам и прочим солдатам; отличительные черты — умение вождения транспортных средств, а также высокие боевые навыки;
- Имперский псайкер — наделенный психическими силами индивидуум, способный черпать энергию из варпа и применять её в различных целях;
- Отморозок — этот класс объединяет преступников, изгоев, воров и прочих негодяев; обладает способностью к скрытности, незаметному проникновению в тыл противника и социальному взаимодействию с низшими слоями общества;
- Техножрец — член культа Бога-Машины, прекрасно разбирающийся в механизмах и технологиях;
- Адепта Сороритас — этот добавленный в Inquisitor’s Handbook класс, также известный как Сестра Битвы, предназначен для опытных игроков в силу своей сложности. Хотя она отчасти похожа на клерика, у неё ещё более жесткий склад ума, и она способна демонстрировать чудеса веры.

Для продвижения в своем пути развития игрок зарабатывает очки опыта (XP) и вкладывает их в предпочтительные навыки и таланты или же улучшает свои характеристики. Доступные умения и таланты зависят от пути развития и достигнутого в нём уровня (ранга). Набрав необходимое количество XP, персонаж достигает следующего ранга и получает доступ к новым навыкам и способностям. Каждый путь развития имеет на определенных рангах свои опции. Умения стоят 100, 200 или 300 XP, в зависимости от того, насколько это сильнодействующий и необычный навык. Книга правил рекомендует игрокам зарабатывать 200 XP каждые 4 часа, поэтому обычно игрок может приобрести одно-два новых умения после каждой сессии.

## Продукция
- Dark Heresy — основная книга правил, содержащая предварительный сценарий;
- Game Master’s Kit — комплект, включающий в себя экран ведущего для Dark Heresy и 32-страничную брошюру, содержащую предварительный сценарий, генератор ксеносов и новые правила для ядов и токсинов;
- Character Folio — блокнот, совмещающий в себе лист персонажа и дневник;
- Inquisitor’s Handbook — дополнение, содержащее путь развития Адепта Сороритас, новые типы вооружения, а также новые типы родных миров и расширенные правила для старых миров и для умений;
- Purge the Unclean — антология, состоящая из трёх сценариев, каждый из которых сосредоточен на своем жанре или стиле игры;
- Shattered Hope — бесплатный ознакомительный сценарий, доступный для загрузки на сайте Black Industries;
- Edge of Darkness — бесплатный ознакомительный сценарий, созданный Аланом Блаем (при поддержке других людей) и доступный для загрузки на сайте Fantasy Flight Games;
- Disciples of the Dark Gods — дополнение, содержащее описания различных культов и других опасностей, а также полноценный сценарий;
- Creatures Anathema — дополнение, содержащее «Бестиарий чужаков, тварей и демонов», расширяющий список врагов;
- Tattered Fates — первая часть кампании, состоящей из трёх частей.